# 2114년 6월 3일 일식
2114년 6월 3일 일식은 달이 지구와 태양 사이를 지나면서 태양을 완전히 가리는 개기일식이다.